# Edward Grubb
Edward Grubb (19 octobre 1854 - 23 janvier 1939) est un quaker anglais influent qui apporte d'importantes contributions à la revitalisation du pacifisme et à une préoccupation pour les problèmes sociaux dans la Société religieuse des amis à la fin du XIXe siècle en tant que chef du mouvement connu sous le nom de Quaker Renaissance. Il écrit également un certain nombre d'hymnes dont Notre Dieu, vers qui nous nous tournons . Il joue un rôle majeur dans la No-Conscription Fellowship, une organisation qui unit et soutient les objecteurs de conscience en Grande-Bretagne pendant la Première Guerre mondiale.

## Début de carrière
Grubb est né à Sudbury, Suffolk, fait ses études à la Bootham School  à York et étudie à l'Université de Leeds et à l'Université de Londres . Il commence sa carrière d'enseignant lorsqu'il retourne à la Bootham School  à York, en Angleterre. Bootham est un pensionnat pour garçons de la Société Religieuse des Amis. Grubb a lui-même fréquenté l'école à partir de 1868 à l'âge de quatorze ans . Il enseigne plus tard dans un certain nombre d'autres écoles, notamment d'autres écoles Quaker. Il  obtient son BA en 1876 et en 1877 épouse Emma M. Horsnail de Bulford Mill, qu'il a courtisé pendant sept ans .

## Luttes avec la foi et la science
Alors qu'il se prépare à son examen de maîtrise en 1879, il a une crise de foi résultant de son incapacité à concilier la science avec les croyances religieuses avec lesquelles il a grandi. Il trouve d'abord impossible de voir comment un intellectuel sérieux pouvait aussi être religieux. Il ne trouve aucune satisfaction dans l'agnosticisme ; cependant, et reste ouvert à une solution à ses problèmes intellectuels qui incluent la croyance en Dieu . Dans les années 1880, Grubb commence à s'intéresser aux préoccupations sociales, réduisant même son enseignement pour consacrer du temps à l'étude de l'économie et aux travaux publics . Conformément à son désir de réconcilier la foi avec la science, Grubb est parmi ceux qui s'opposent vocalement et avec succès à l'adoption de la Déclaration de Richmond par l'Assemblée annuelle de Londres en 1888 . Peu de temps après, à la suite de sa participation régulière à des réunions de culte, Grubb est officiellement enregistré comme ministre dans la Société religieuse des Amis. À l'époque, il ne sent toujours pas qu'il a une base solide pour sa foi, mais il est convaincu que cela viendrait avec le temps .

## Contributions majeures
Grubb devient un leader majeur du quakerisme britannique, un auteur religieux prolifique et un membre clé d'un certain nombre d'organisations religieuses et sociales, notamment la No-Conscription Fellowship. Comme la plupart des pacifistes de sa génération, sa position pacifiste absolue est née de la désillusion de la guerre des Boers . De 1901 à 1906, il est secrétaire de la Howard Association.

## Mort
L' Oxford Dictionary of National Biography rapporte que Grubb est enterré le 26 janvier 1939 au cimetière Hitchin Quaker. Cependant, le procès-verbal de la réunion mensuelle de Hertford & Hitchin du 4 février 1939  indique assez clairement: "Il a été incinéré à Golders Green 27 1. 39., le décès ayant été enregistré à Letchworth 25 1er mois 1939".

## Écrits
- Aspects sociaux de la foi Quaker (Londres: Headley Brothers, 1899).
- Quakerism in England: Its Present Position (Londres: Headley Brothers, 1901).
- L'autorité et la lumière intérieure (Philadelphie : JC Winston, 1908).
- Le silence de Dieu (Londres: Headley Brothers, 1909).
- Notes sur la vie et l'enseignement de Jésus (Londres: James Clark & Co.; Headley Brothers, 1910).
- La personnalité de Dieu et autres essais dans la pensée chrétienne constructive (Londres: Headley Brothers, 1911).
- Le vrai mode de vie (Londres: Headley Brothers, 1915).
- Qu'est-ce que le quakerisme ? : Une exposition des principaux principes et pratiques de la société des amis, basée sur l'expérience de "la lumière intérieure" (Londres : Swarthmore, 1917).
- Christ dans la pensée chrétienne: Notes sur le développement de la doctrine de la personne du Christ (Londres: James Clark, 1919).
- La Bible; Sa nature et son inspiration (Londres: Swarthmore, 1920).
- Le sens de la croix: une histoire de l'expiation (Londres: Allen et Unwin, 1922).
- Autorité en religion (New York: MacMillan, 1924).
- Pensée et histoire Quaker: un volume d'essais (New York: MacMillan, 1925).
- Christianisme comme vie (Londres: Swarthmore, 1927).
- La nature du christianisme (Londres: Swarthmore, 1927).
- Le christianisme comme vérité (Londres: Swarthmore, 1928).
- The Worth of Prayer: And Other Essays (Londres: James Clark, 1930).
- Réflexions sur le divin chez l'homme (Londres: Friends Book Center, 1931).